# Benito Cazora
Benito Cazora (Alì Terme, 12 ottobre 1933 – Roma, 21 febbraio 1999) è stato un dirigente d'azienda e politico italiano.

## Attività politica ed amministrativa
Già parlamentare nella VII legislatura, fu rieletto nel 1979. In quella legislatura, la relazione di maggioranza della prima Commissione parlamentare di inchiesta sulla strage di via Fani, riferendo dei suoi tentativi di far liberare Aldo Moro, gli dedicò un paragrafo intitolato: “I contatti dell’onorevole Cazora” che, «per la prima volta, chiama in causa il ruolo della 'ndrangheta nell’affaire Moro».
Riascoltato sul punto vent'anni dopo, Cazora sostenne davanti alla Corte d'assise di Perugia (durante il processo Pecorelli) che in corso di sequestro avrebbe avuto informazioni da un non meglio specificato personaggio di origini calabresi, e di averle comunicate all'allora questore di Roma, senza che controlli della polizia, però, dessero esito.
Eletto anche nel 1983, a seguito di un riconteggio in sede di verifica dei poteri fu privato del suo seggio alla Camera dopo due anni di legislatura.
Successivamente, fu vicepresidente di una società a partecipazione statale del gruppo EFIM.